# Montpouillan
Montpouillan (gaskognisch Montpolhan) ist eine französische Gemeinde mit 817 Einwohnern (Stand 1. Januar 2022) im Département Lot-et-Garonne in der Region Nouvelle-Aquitaine (vor 2016 Aquitaine). Die Gemeinde gehört zum Arrondissement Marmande und zum Kanton Marmande-1. Die Einwohner werden Montpouillanais genannt.

## Geografie
Montpouillan liegt etwa sieben Kilometer südwestlich von Marmande am Canal latéral à la Garonne. Umgeben wird Montpouillan von den Nachbargemeinden Marcellus im Norden und Westen, Gaujac im Norden und Nordosten, Marmande im Osten und Nordosten, Fourques-sur-Garonne im Osten, Samazan im Süden und Südosten, Guérin im Südwesten sowie Cocumont im Westen und Südwesten.

## Bevölkerungsentwicklung
| 1962                       | 1968 | 1975 | 1982 | 1990 | 1999 | 2006 | 2018 |
| -------------------------- | ---- | ---- | ---- | ---- | ---- | ---- | ---- |
| 570                        | 537  | 521  | 605  | 610  | 557  | 611  | 813  |
| Quellen: Cassini und INSEE |      |      |      |      |      |      |      |

## Kirchen
- Kirche Saint-Jean aus dem 12. Jahrhundert, Monument historique
- Kirche Saint-Étienne von Le Sendex

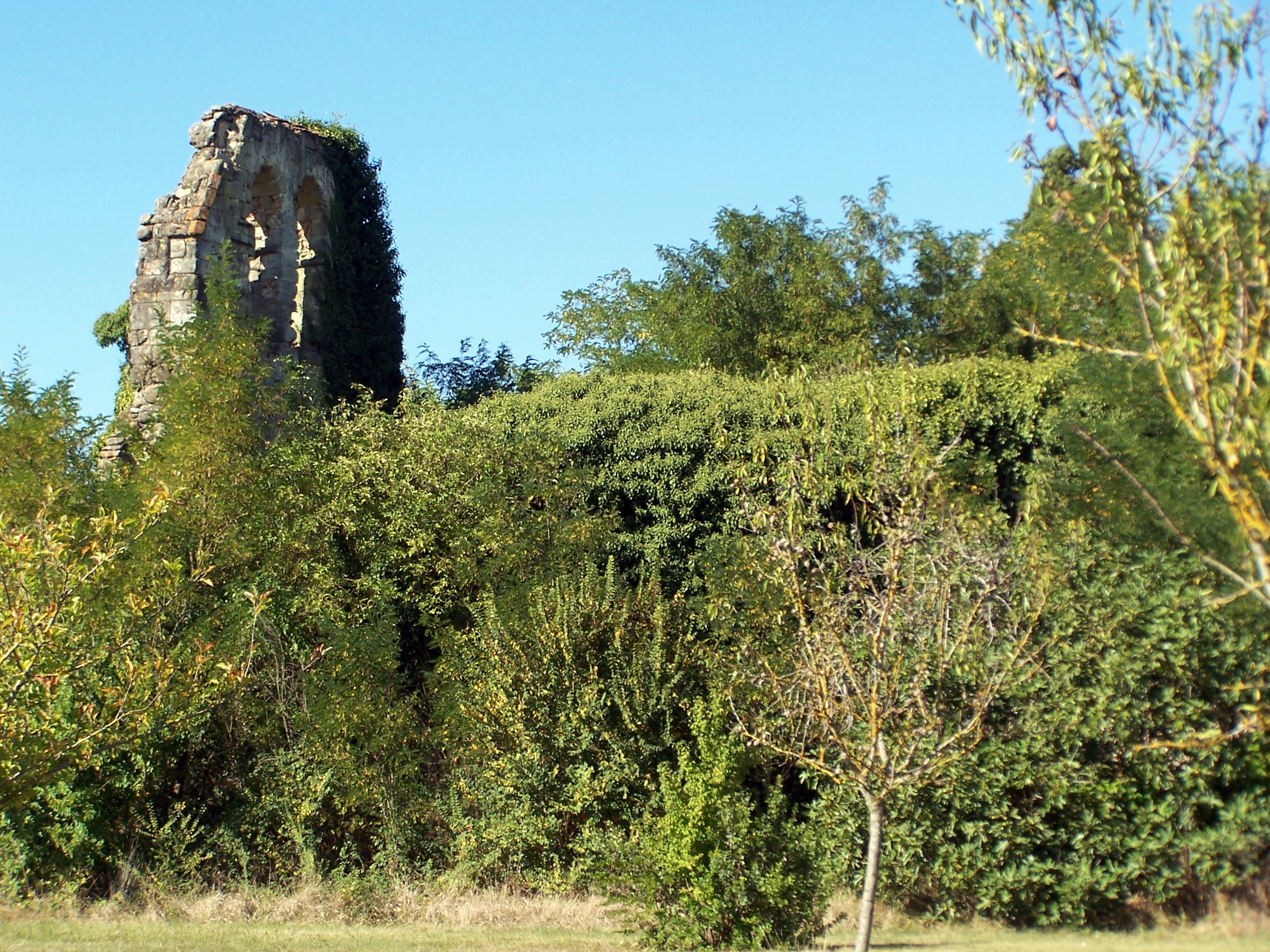
Kirche Saint-Jean
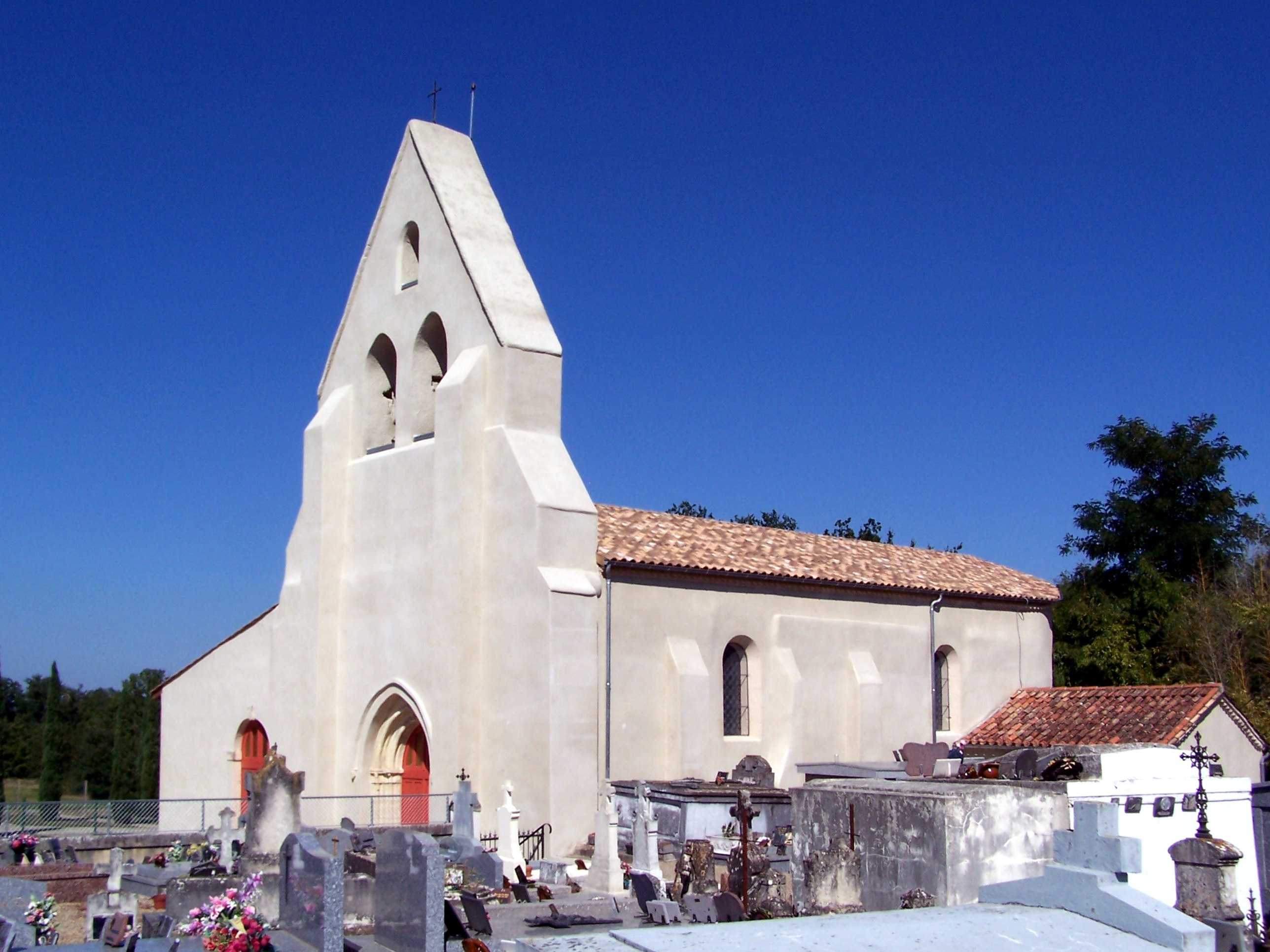
Kirche Saint-Étienne